# Kriegerdenkmal Vacha

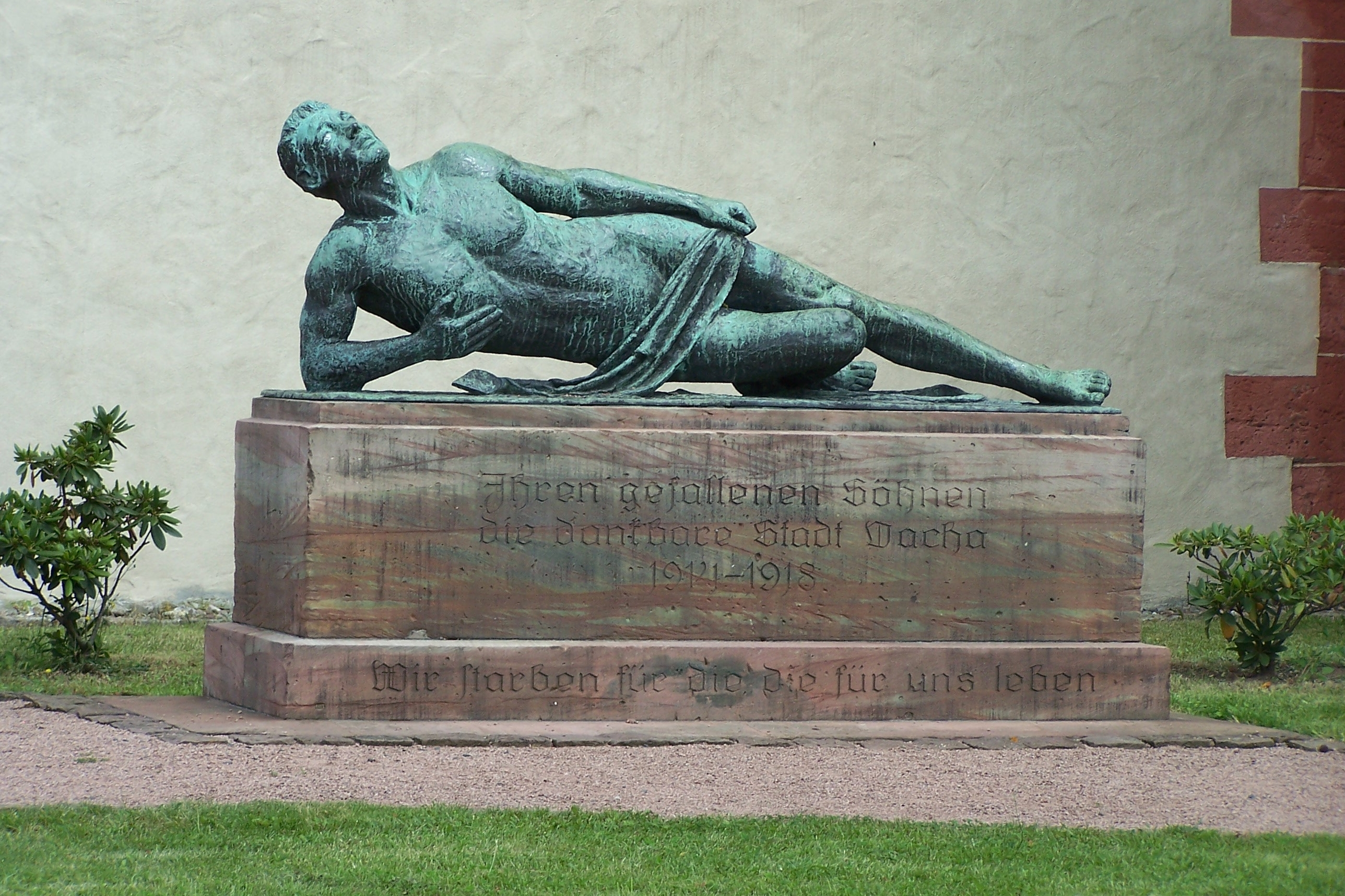
Kriegerdenkmal Vacha Vorderseite

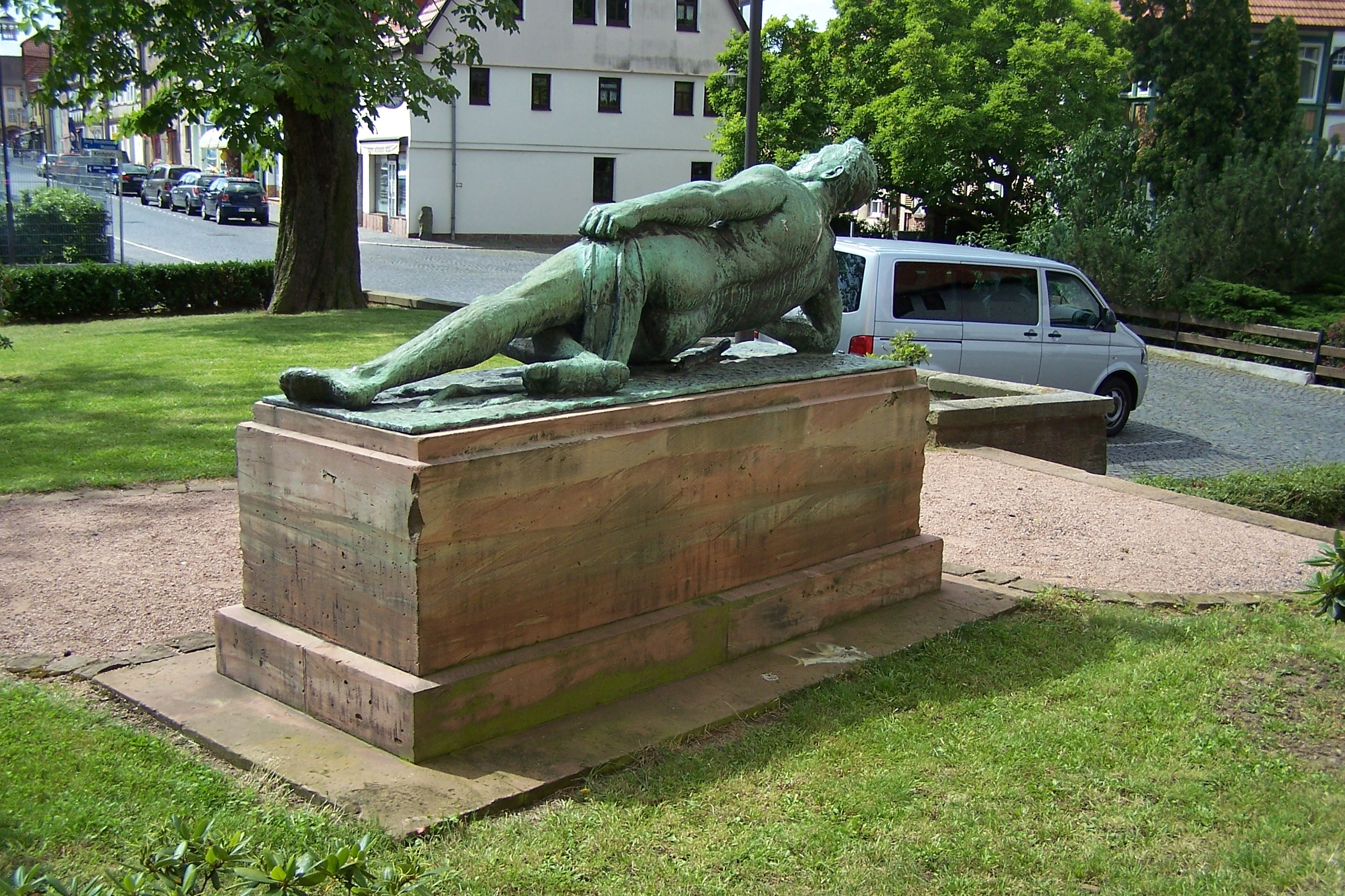
Kriegerdenkmal Vacha Rückseite

Das Kriegerdenkmal Vacha steht in der thüringischen Kleinstadt Vacha im Wartburgkreis. Das Ehrenmal erinnert an die Gefallenen des Ersten Weltkrieges und steht vor dem Turm der Johanneskirche. 

## Geschichte
Das Kriegerehrenmal wurde am Sonntag, dem 22. September 1929, eingeweiht. Gestiftet wurde es von Vachaer Bürgern. Die Listen mit den Namen der Spender wurden als Beweis der Opferwilligkeit, der Einigkeit und Dankbarkeit der Einwohner im steinernen Sockel des Ehrenmals versenkt. Die Namen der Stifter ließen sich aber nicht mehr ermitteln.
Es hat das Dritte Reich und die DDR-Zeit überstanden.

## Beschreibung
Den Entwurf für die große Bronzefigur lieferte der Bildhauer Richard Engelmann aus Weimar. Es ist ein Frühwerk seines Schaffens. Es stellt die Bronzefigur eines sterbenden Jünglings auf einem Steinsockel dar, ein für die damalige Zeit sehr seltenes Motiv. Ein nicht ausgeführter Entwurf stammt von dem ebenfalls in Weimar tätigen Bildhauer Josef Heise.
Die Inschrift in Fraktur auf dem Sockel lautet: 